# Pelodiscus parviformis
La tartaruga guscio molle cinese minore (Pelodiscus parviformis Tang, 1997) è una specie di tartaruga della famiglia dei Trionichidi.

## Descrizione
Il carapace è di forma ovale ed è lungo circa 150 mm. La colorazione è simile a quella di P. sinensis, ma sono evidenti degli spot sul collo e sul margine inferiore del carapace. Una fila di tubercoli è disposta longitudinalmente sul carapace. Il piastrone, invece, è rosa-rosso e presenta una caratteristica macchia nera.

## Distribuzione e habitat
La specie è distribuita in Cina sud-orientale, nelle province di Guangxi e Hunan, e in Vietnam. Predilige fiumi caratterizzati da acque limpide e pulite, con fondali sabbiosi.

## Biologia
La sua biologia è ancora scarsamente conosciuta.

## Conservazione
I dati finora disponibili non consentono di stimare l'entità e il trend delle popolazioni. La specie è comunque oggetto di cattura e sfruttamento per uso alimentare.